# 1,4-Benzokinontetrol-bisz(oxalát)
Az 1,4-benzokinontetrol-bisz(oxalát) (más néven tetrahidroxi-1,4-benzokinon-bisz(oxalát)) a szén egyik oxidja, képlete C10O10. Molekulaszerkezete az 1,4-benzokinon vegyületén alapul, amelyben a négy hidrogénatomot két oxalátcsoportra cserélték ki. Tekinthető a tetrahidroxi-1,4-benzokinon és az oxálsav négyszeres észterének is.
Először H. S. Verter, H. Porter, és R. Dominic írta le 1968-ban. Tetrahidroxi-1,4-benzokinon és oxalil-klorid reakciójával állították elő tetrahidrofuránban. A tetrahidrofurán szolvátja sárga színű szilárd kristályos anyag, tiszta formában nem lehet előállítani.

## Fordítás
Ez a szócikk részben vagy egészben  a   Tetrahydroxy-1,4-benzoquinone bisoxalate című angol Wikipédia-szócikk fordításán alapul.  Az eredeti cikk szerkesztőit annak laptörténete sorolja fel. Ez a jelzés csupán a megfogalmazás eredetét és a szerzői jogokat jelzi, nem szolgál a cikkben szereplő információk forrásmegjelöléseként.